# Kazehakase
Kazehakase (風博士) is een webbrowser voor Unix-achtige besturingssystemen die gebruikmaakt van GTK+-bibliotheken.
Kazehakase kan worden gebruikt in de layout-engine Gecko of WebKit. De ontwerpers werken aan de mogelijkheid om te schakelen tussen de verschillende engines (zoals GtkHTML, Dillo, w3m). De naam van de browser is ontleend aan een kort verhaal van de Japanse schrijver Sakaguchi Ango. "Kaze" betekent 'wind' en "hakase" betekent 'dokter'. De naam verwijst naar de bedoelde snelheid van de browser. De eerste uitgave dateert van 29 januari 2003. Kazehakase is vrije software die is uitgebracht onder de voorwaarden van de GPL.

## Functies
- Ondersteuning voor RSS en de Japanse varianten LIRS en HINA-DI
- Slepen en neerzetten van browser-tabbladen
- Instellen van muis-bewegingen
- Het importeren van bladwijzers uit Mozilla Firefox, Seamonkey, Netscape, Galeon, Konqueror en w3m
- Het gebruik slimme bladwijzers
- De mogelijkheid om de tekst te doorzoeken op webpagina's